# Michael Dambacher
Michael Dambacher (* 15. August 1979 in Ellwangen) ist ein deutscher Kommunalpolitiker (CDU). Seit Juli 2019 ist er Oberbürgermeister der Großen Kreisstadt Ellwangen. Zuvor war er von 2010 bis 2019 Bürgermeister der Gemeinde Bühlertann.

## Leben
Dambacher besuchte nach der Grundschule in Westhausen das Hariolf-Gymnasium in Ellwangen. Von 1999 bis 2004 absolvierte er an der Hochschule für öffentliche Verwaltung und Finanzen Ludwigsburg ein Studium zum Diplom-Verwaltungswirt (FH), das er als Jahrgangsbester abschloss. Anschließend war er in der Stadtverwaltung von Stuttgart tätig, zunächst als Kämmerer, später als Projektleiter und interner Berater. Berufsbegleitend absolvierte er ein MBA-Studium an der Steinbeis-Hochschule Berlin.
Dambacher ist Mitglied der CDU. Bis November 2009 war er Kreisvorsitzender der Jungen Union im Ostalbkreis. Am 24. Januar 2010 wurde er mit 67,41 Prozent der Stimmen zum Bürgermeister der Gemeinde Bühlertann gewählt. Im Januar 2018 wurde er mit über 98 Prozent der Stimmen im Amt bestätigt. Im Mai 2019 bewarb sich Dambacher für das Amt des Bürgermeisters seiner Geburtsstadt Ellwangen. Im ersten Wahlgang am 26. Mai 2019 erhielt er 49,44 Prozent der Stimmen und verfehlte eine absolute Mehrheit somit knapp. Die darauffolgende Stichwahl am 16. Juni 2019 gewann Dambacher mit 65,65 Prozent der Stimmen deutlich gegen seinen Mitbewerber Matthias Renschler. Er wurde damit Nachfolger des bisherigen Ellwanger Oberbürgermeisters Karl Hilsenbek. Dambacher ist zudem Mitglied des Gemeindetags Baden-Württemberg sowie des Kreistags des Landkreises Schwäbisch Hall.
Dambacher ist verwitwet und hat eine Tochter.

## Publikationen
- Steigerung der Nutzanwendung und Optimierung der Kosten- und Leistungsrechnung in der kommunalen Verwaltung am Beispiel der Stadt Stuttgart. Igel Verlag, Hamburg 2009, ISBN 9783868153200